# 鹿児島県立枕崎高等学校

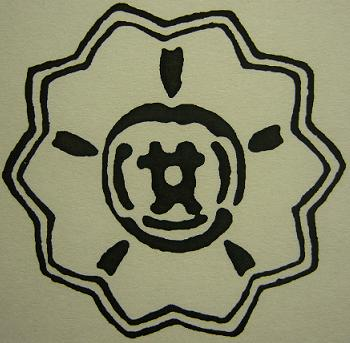
枕崎高等女学校校章

鹿児島県立枕崎高等学校（かごしまけんりつ まくらざきこうとうがっこう）は、鹿児島県枕崎市岩崎町に所在する公立の高等学校。

## 設置学科
- 総合学科
  - 人文科学系列
  - 自然科学系列
  - ビジネス情報系列

## 沿革
- 1924年 鹿児島県枕崎実科高等女学校設置認可される。
- 1927年 鹿児島県枕崎高等女学校と改称。
- 1943年 鹿児島県立枕崎高等女学校と改称。
- 1948年 学制改革に伴い、鹿児島県立枕崎水産学校と統合し、鹿児島県枕崎高等学校第二部（全日制）、第三部（定時制（枕崎町立））となる（第一部は水産学校）。
- 1949年 第二部と第三部を組織改編し、鹿児島県枕崎高等学校と改称、全日制と定時制を設置（第一部は鹿児島県枕崎水産高等学校として分離）。定時制に夜間過程を増設。
- 1950年 鹿児島県立枕崎高等学校と改称。
- 1998年 総合学科を開設。

## 最寄駅
- JR枕崎駅

## 出身者
- 赤木洋勝 - 薬学・衛生学者（公衆衛生、環境衛生学、水銀研究）
- 今給黎久 - 枕崎市長
- 瀬戸口嘉昭 - 枕崎市長
- 前田祝成 - 枕崎市長